# يان فيني
يان فيني (بالإنجليزية: Ian Finney)‏ هو كاتب أغاني وملحن بريطاني، ولد في 1966 في بريسكوت ‏ في المملكة المتحدة.

## وصلات خارجية
- الموقع الرسمي
- يان فيني على موقع IMDb (الإنجليزية)